# Pedro Benavente Jareño
Pedro Ignacio Benavente Jareño, nacido en 1950 en Sabiñánigo (Huesca) y vecino de El Grove, es un escritor español.
Es licenciado en Veterinaria por la Universidad de Oviedo e inspector de Salud Pública, jubilado, en la zona de Pontevedra.

## Obra colectiva
- Con Xesús Ferro Ruibal. Refraneiro galego da vaca, Centro Ramón Piñeiro para a Investigación en Humanidades, Santiago de Compostela, 1994.
- Con Benxamín Dosil López, Guía de alimentación, Centro Ramón Piñeiro para a Investigación en Humanidades, 1995, ISBN 8445313010.[1]
- Con Xosé María Gómez Clemente, Diccionario de sinónimos da lingua galega, Editorial Galaxia, Vigo, 1997, ISBN 84-8288-134-5.[2]
- Con Elena Benavente García. Manipulador de alimentos en el sector hostelería. Prácticas correctas de higiene alimentaria en establecimientos de restauración, Editorial Ideaspropias, Pontevedra, 2006, ISBN 978-84-9839-059-9 (y 978-84-9839-293-7 la versión electrónica).
- Con Elena Benavente García. Manipulador de alimentos en el sector comercio. Prácticas correctas de higiene alimentaria en establecimientos minoristas, Editorial Ideaspropias, 2006, ISBN 978-84-9839-058-2 (y 978-84-9839-367-5 la versión electrónica).
- Con Elena Benavente García. Manipulador de alimentos (2ª edición). La importancia de la higiene en la elaboración y servicio de comidas, Editorial Ideaspropias, 2007, ISBN 0061980119.[3]
- Con Xesús Ferro Ruibal. O libro da vaca, Centro Ramón Piñeiro para a Investigación en Humanidades, 2010, ISBN 978-84-453-4948-9.[4][5][6]